# ケリギュ
ケリギュ （Quérigut）は、フランス、オクシタニー地域圏、アリエージュ県のコミューン。

## 地理

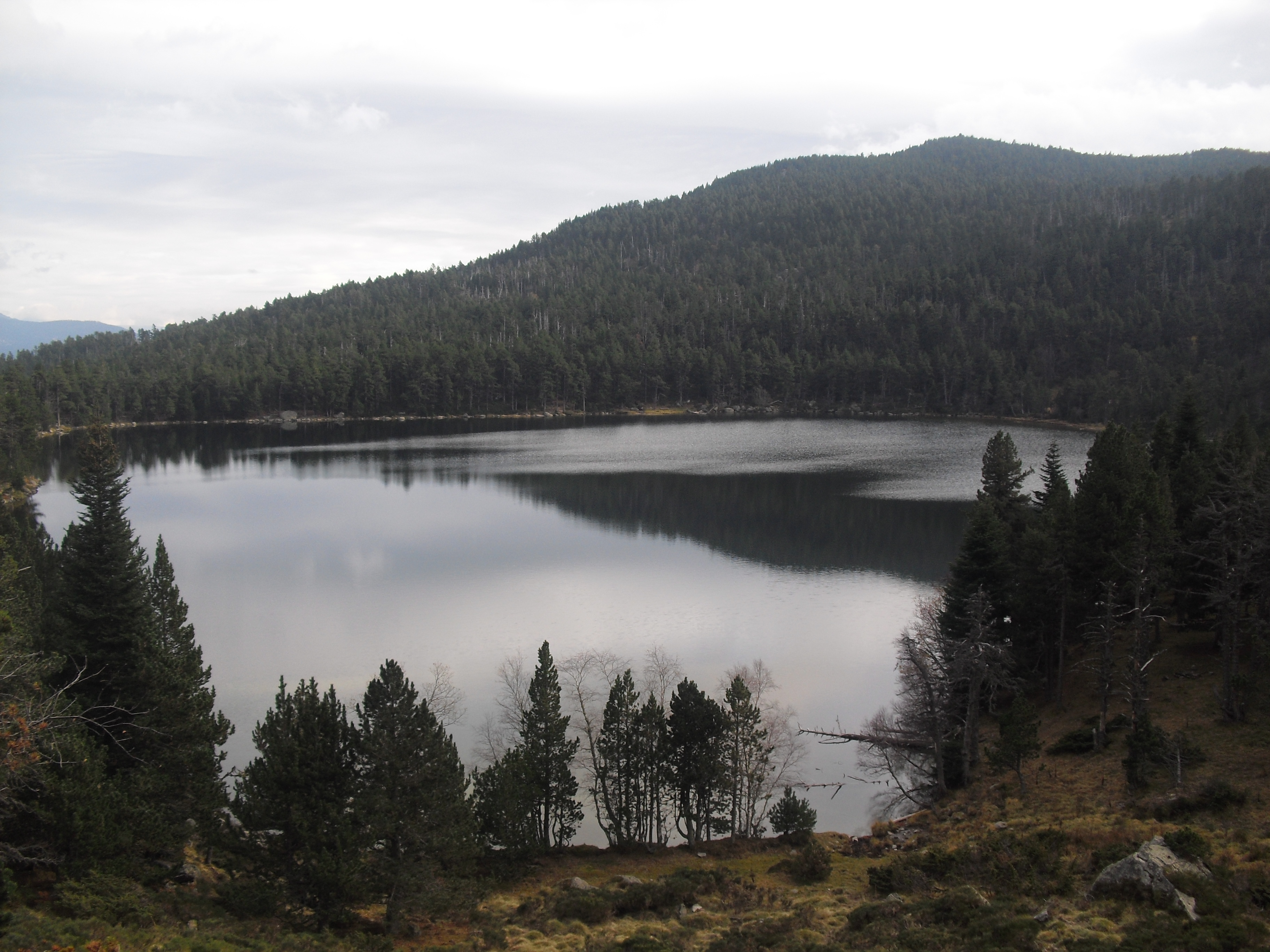
ケリギュ湖

ケリギュはかつてのフォワ伯領のドネザン地方に属し、オード県に向け流れるブリュイヤント川の支流に面する。ケリギュは小郡庁所在地で、県のほとんどの自治体から孤立している。小郡にあるほとんどの商店、駅、衣料品店、精肉店兼惣菜店、医院、薬局、憲兵隊駐在所、機械の販売代理店、小さなスーパーマーケットがケリギュにある。また、カプシルからセルダーニュへと向かう主要道がケリギュを通っている。
ケリギュはオード県およびピレネーゾリアンタル県と接している。

## 人口統計
| 1962年 | 1968年 | 1975年 | 1982年 | 1990年 | 1999年 | 2006年 | 2011年 |
| ------ | ------ | ------ | ------ | ------ | ------ | ------ | ------ |
| 197    | 234    | 171    | 153    | 142    | 116    | 136    | 141    |

参照元:1999年までEHESS、2004年以降INSEE

## ゆかりの人物
- ジャン・ルイ・ベルニエ（fr） - 元欧州議会議員